# ヨーゼフ・フォン・マッファイ

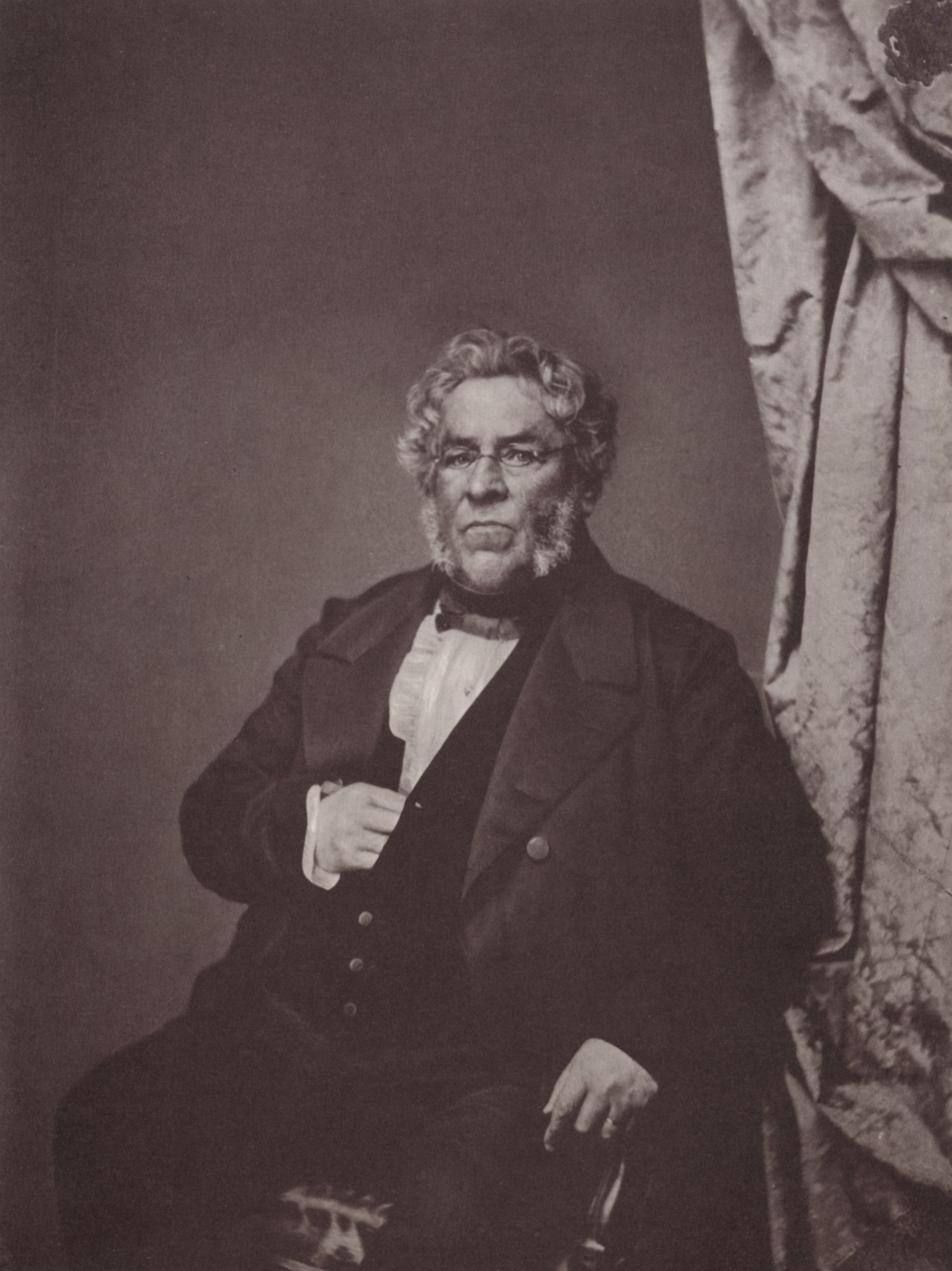
ヨーゼフ・フォン・マッファイ

ヨーゼフ・アントン・フォン・マッファイ（Joseph Anton von Maffei, 1790年9月4日 - 1870年9月1日）はドイツの技術者、実業家。

## 来歴
1790年、イタリアのヴェローナ出身の商人の子供としてミュンヘンに生まれる。彼の父親は、タバコの卸売を商っており、彼もその跡を継いだ。
1835年12月にドイツ最初の鉄道がニュルンベルクとフュルトの間に開業。マッファイは1837年、ミュンヘンのエングリッシャーガルテンに小さな工場・J.A.マッファイ社を設立する。イギリスから鉄道技術者を招き、ライセンス生産の形で1839年に6台の蒸気機関車を受注し、1841年に王立バイエルン邦有鉄道に引き渡された。
1851年、蒸気船Maximilianの製造を開始する。マッファイ社製の蒸気船は、1926年までに44隻が建造された。
1908年、世界的に名を馳せる蒸気機関車S3/6型の生産が開始される。
1930年、世界恐慌の影響を受けてマッファイ社は破産し、翌年に同じ蒸気機関車メーカであったクラウス社と合併してクラウス＝マッファイとして再出発した。